# Colt Double Action Revolver Model 1877 und 1878
Nachdem Colt feststellen musste, dass immer mehr Double-Action-Revolver auf dem amerikanischen Markt angeboten wurden, es handelte sich vor allem um englische Webley-Revolver, aber auch belgische Fabrikate, entschloss sich die Direktion, eigene Produkte auf den Markt zu bringen. Zuerst wurde eine kleine Waffe im Stile der europäischen Bull-Dog-Revolver entwickelt, der Colt Lightning Model 1877, ein Jahr später kam auch der größere Colt Double Action Model 1878 auf den Markt.

## Colt Double Action Model 1877

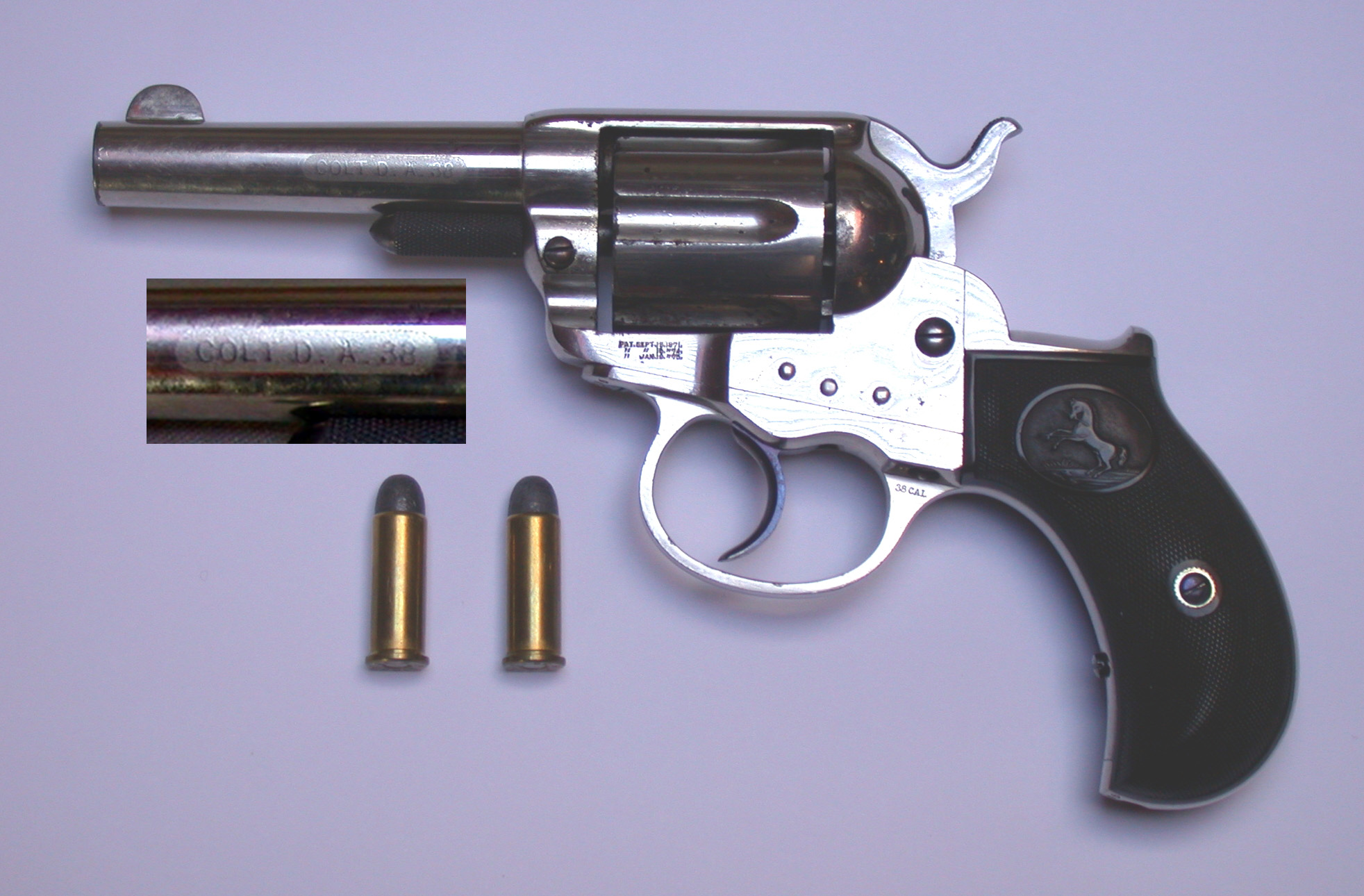
Colt Double Action Mod 1877 Lightning ohne Hülsenausstoßer

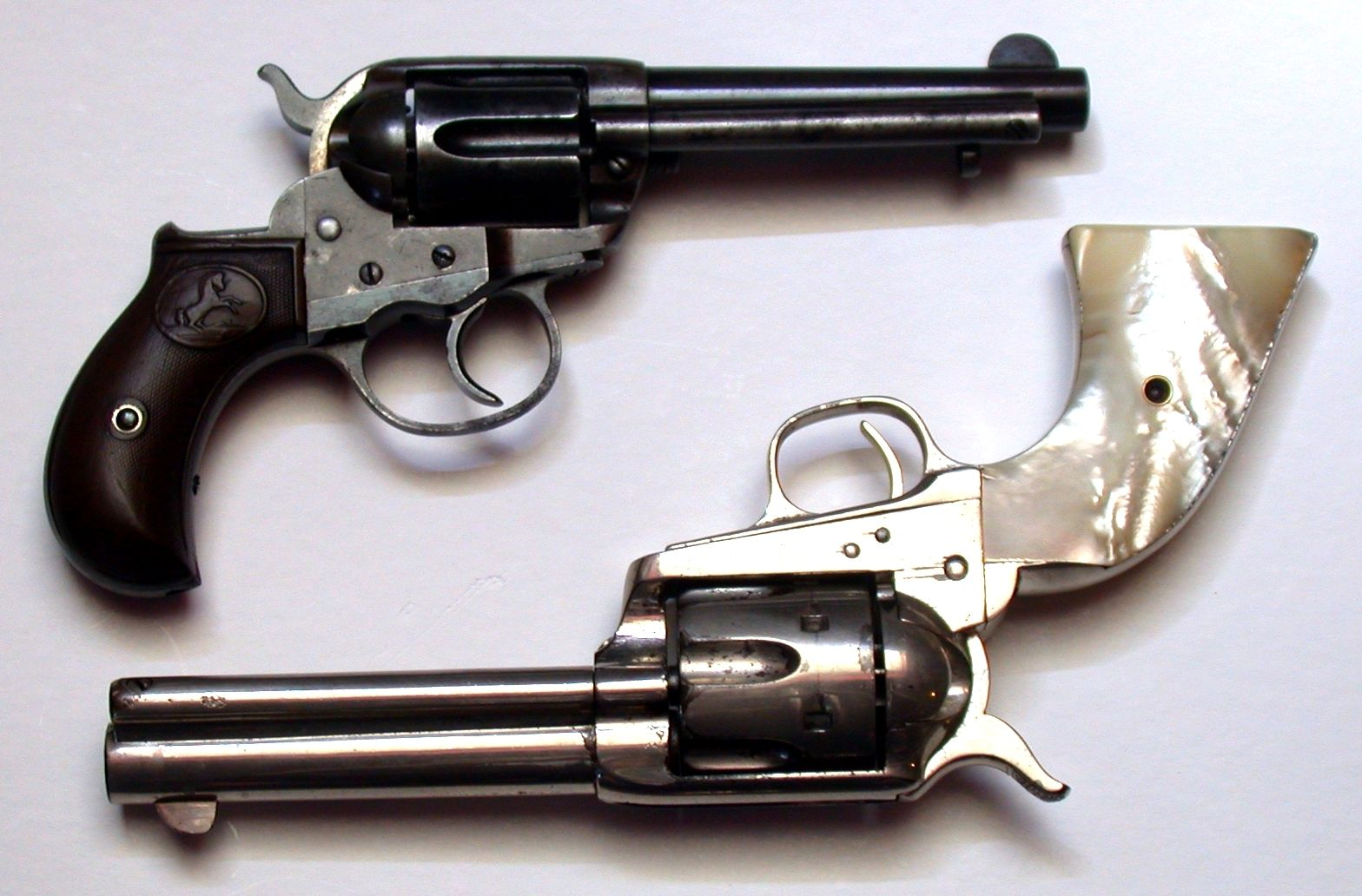
Vergleich Colt Double-Action Model 1877 oben, Colt Single-Action unten

1877 brachte Colt den ersten Double-Action-Revolver der Firma heraus, den Colt Lightning Model of 1877. Diese Revolver wurden in den Kalibern, .32, .38 und .41 Long and Short in diversen Lauflängen, meist 3½, 4½ und 6 Zoll angeboten. Die am Anfang der Produktion hergestellten Lightnings hatten alle keinen Ausstoßer, zum Entfernen der Hülsen musste die Trommel herausgenommen werden, die Hülsen wurden mit der Trommelachse ausgestoßen. Auch die später hergestellten kurzläufigen Modelle hatten keinen Ausstoßer. Ab einer Lauflänge von 4½ Zoll wurde ein im Prinzip gleicher Ausstoßer wie der vom Single Action Model 1873 verwendet. 
Die Firma Kittredge & Co. in Cincinnati, welcher schon der Name Peacemaker für den Single Action zugeschrieben wird, verkaufte den .38er Lightning für 17 US-Dollar und den .41er Thunderer für 18 US-Dollar (auf einer Preisliste der Firma Colt vom November 1877 wurde der Peacemaker für 17 US-Dollar angeboten). Trotz des komplizierten und unzuverlässigen Mechanismus wurden zwischen 1877 und 1909 über 166.000 Colt Double Action Model 1877 verkauft. Der im Kaliber .32 hergestellte Rainmaker hatte am Markt keinen Erfolg, die Produktion wurde nach wenigen Exemplaren eingestellt. Einer der berühmtesten Träger des Colt Lightning war Billy the Kid.

## Colt Double Action Model 1878

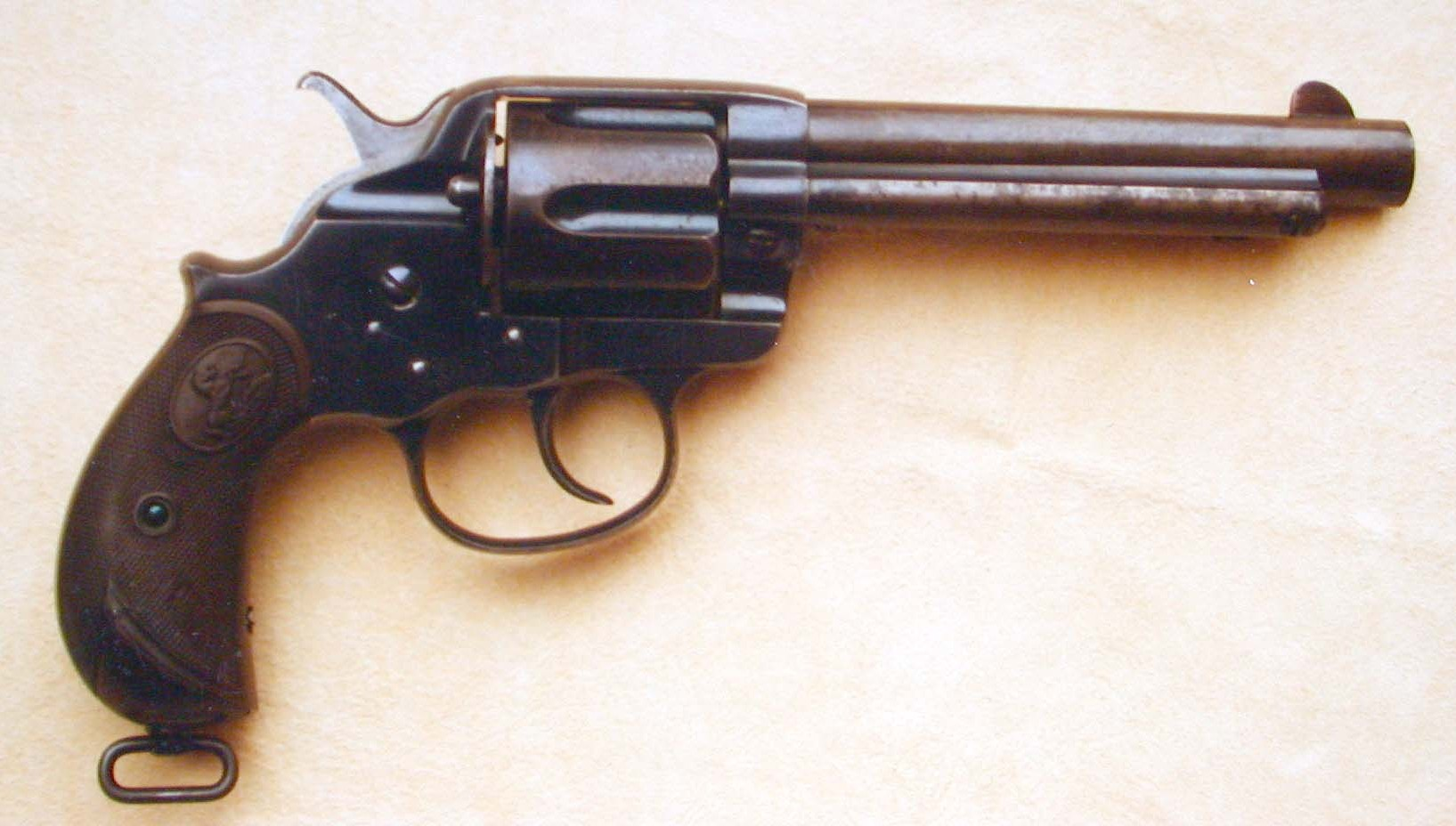
Colt Double Action Model 1878

Auf Anraten des Colt-Agenten Baron von Oppen in London brachte Colt ein Jahr später den Model 1878 Double Action Frontier Revolver auf den Markt. Er war vor allem als Konkurrenz für die im englischen Markt erfolgreichen Webley, Tranter und anderen Double Actions gedacht. Der Colt 1878 verschoss die gleichen Patronen wie der Single Action Army, der Lauf und Ausstoßer stammte aus der gleichen Produktion und die Trommel hatte die gleichen Dimensionen. Viele dieser Waffen wurden in den englischen Kalibern .450, .455 Webley und .476 nach England und in die Kolonien verkauft, die meisten jedoch fanden Käufer in Amerika in den amerikanischen Standardkalibern .45 Colt, .44-40 WCF, .44 Russian, .38-40 WCF und .32-20 WCF, obschon sie wesentlich teurer waren als der Colt Single Action. So kostete ein von Kittredge „Omnipotent .45“ getaufter Model 1878 Revolver 25 US-Dollar; vernickelt mit Elfenbeingriffschalen sogar 28,50 US-Dollar, während der Single Action für 16,50 US-Dollar verkauft wurde.
Zwischen 1878 und 1905 stellte Colt 51.210 dieser Revolver her. Abgelöst wurde dieses Modell von den ab 1900 immer erfolgreicheren Waffen mit Ausschwenktrommel.

## Colt Philippine Constabulary Model 1902

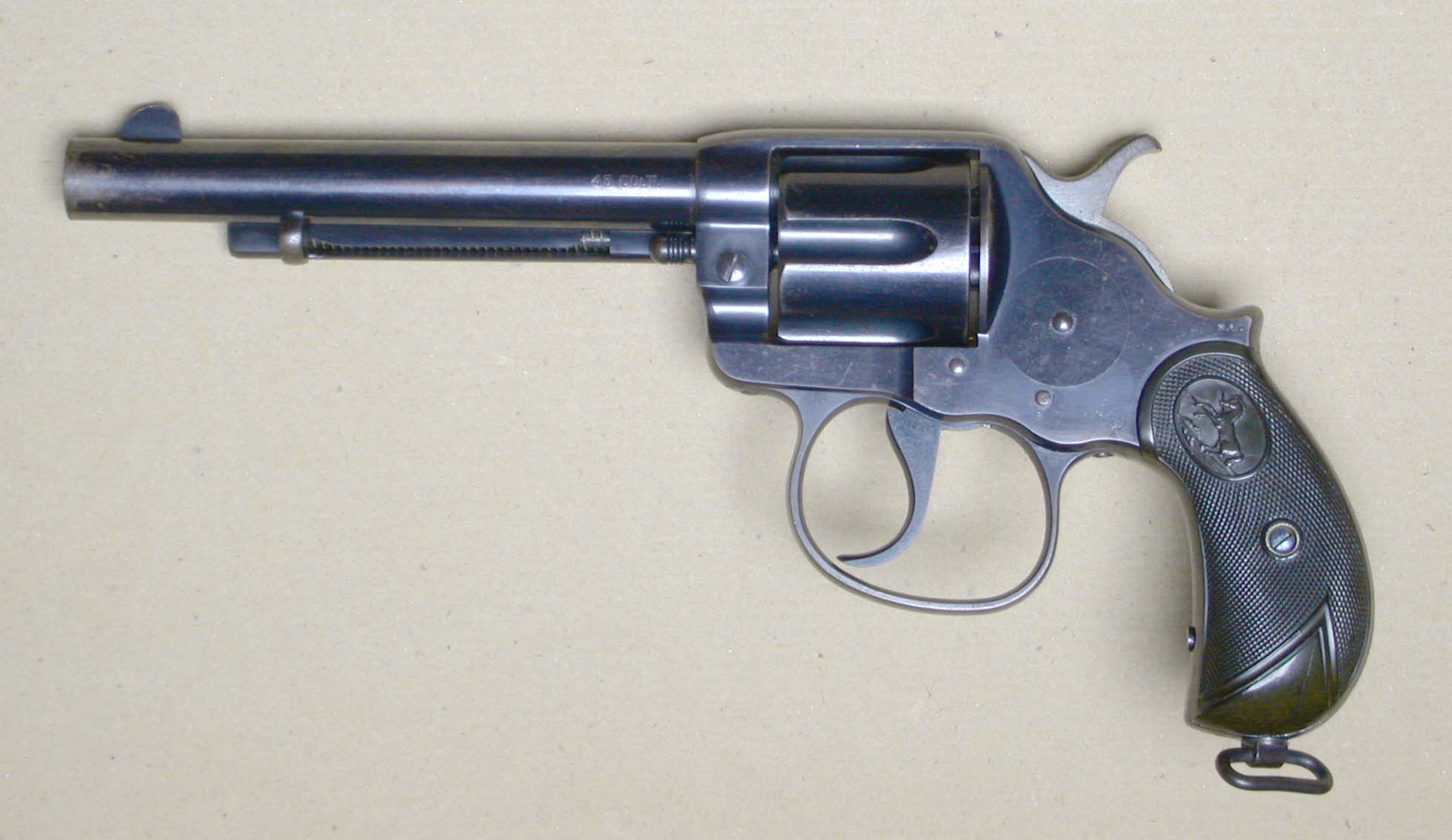
Colt Double Action Philippine Model 1902

Eine Folge des Spanisch-Amerikanischen Krieges war, dass die Philippinen im Vertrag von Paris vom 10. Dezember 1898 den Vereinigten Staaten von Amerika zugesprochen und damit eine amerikanische Überseebesitzung wurden. Da sich die Philippinen jedoch bereits am 12. Juni 1898 als unabhängiger Staat erklärt hatten, brach 1899 ein Aufstand gegen die neuen Kolonisatoren aus, der nach offiziellen Angaben bis zum 4. Juli 1902 dauerte, effektiv aber erst am 15. Juni 1913 endete.

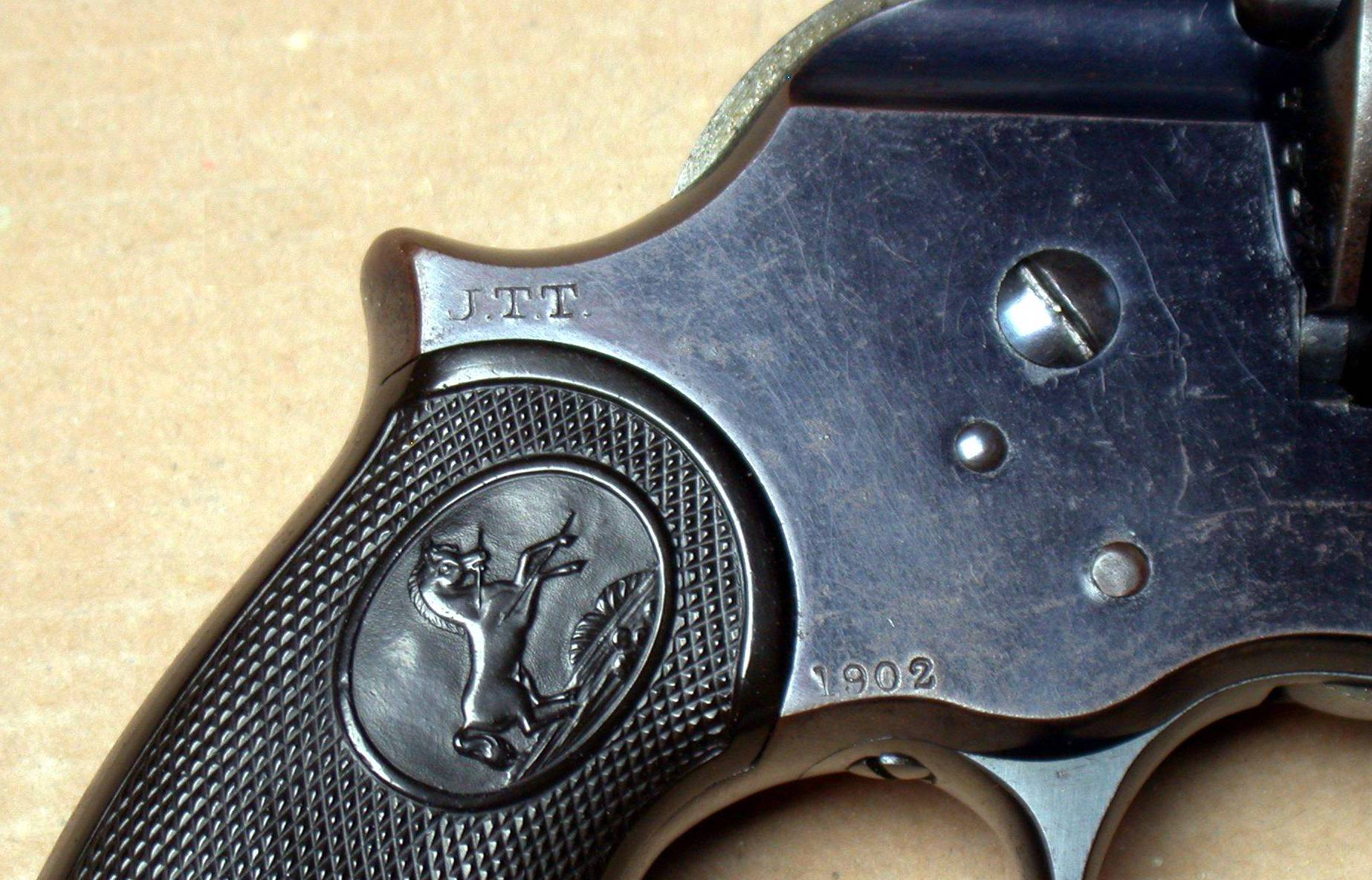
Colt Philippine Model of 1902 Revolver, J.T.T. Schlag

Da die Mannstoppwirkung des neuen Colt Model 1892 Armeerevolvers im Kaliber .38 gegen die fanatisierten Moros nicht genügte, setzten die US-Truppen die bereits im Spanisch-Amerikanischen Krieg verwendeten gekürzten Colt Single Action Army Revolver ein. Die von den Amerikanern organisierte philippinische Constabulary unter dem Kommando von Brigadegeneral Henry Trueman Allen wurde mit einschüssigen Springfield-Karabinern bewaffnet, für die höheren Chargen waren Colt DA Model 1878 Revolver vorgesehen.
Da die Zündhütchen der .45-Armeepatrone aus Sicherheitsgründen schlagfester waren als solche in ziviler Munition, kam es bei den  Armeetests zu Fehlzündungen. Auf Verlangen der Armee mussten stärkere Schlagfedern eingebaut werden, um das Problem zu lösen, was dazu führte, dass der Abzugswiderstand beim Double-Action-Schießen erheblich erhöht war. Um dies zu korrigieren, wurde ein längerer Abzug eingebaut, was einen größeren Abzugsbügel bedingte. Da der 1878er-Revolver einen separat eingesetzten Abzugsbügel hatte, war es einfach und billig, diesen durch einen größeren Bügel zu ersetzen. Die oft gehörte Bezeichnung Alaskan Model kommt davon, dass die Waffe auch mit dicken Handschuhen bedient werden kann. Aus einem Briefwechsel zwischen Colt und der US-Armee geht hervor, dass diese Bezeichnung falsch ist.
Vom Double Action Model of 1902 wurden in einer ersten Serie 5000 Stück hergestellt und 1904 kamen noch weitere 50 dazu. Alle diese Revolver hatten einen 6-Zoll-Lauf (152 mm) und verschossen die .45-Schwarzpulverpatrone. Rechts vorne am Rahmen ist U.S. eingeschlagen, links oberhalb der Griffschale befindet sich die Inspektormarke R.A.C. für den Sub-Inspektor Rinaldo A. Carr, auf der Gegenseite steht J.T.T. für den Chefinspektor John T. Thompson, den späteren Erfinder der Thompson Maschinenpistole. Die meisten dieser Revolver finden sich in gutem bis ungebrauchten Zustand, was darauf hinweist, dass sie nicht eingesetzt worden sind.

## Sonstiges
Da noch Trommeln vom Colt Double Action Model 1878 auf Lager waren, wurden diese umgearbeitet und ab 1913 für Colt Single Action Revolver verwendet. Diese Revolver unterscheiden sich äußerlich durch längere Einfräsungen auf der Trommel, durch eine nicht durchgehende Büchse in der Zentralbohrung der Trommel und durch eine feinere Oberflächenpolitur. Insgesamt wurden 1379 dieser Revolver in den gängigen Kalibern zwischen Seriennummer 330001 und 331480 hergestellt.